# Lobothespis vignai
Lobothespis vignai är en bönsyrseart som beskrevs av Scott LaGreca och Atilio Lombardo 1987. Lobothespis vignai ingår i släktet Lobothespis och familjen Mantidae. Inga underarter finns listade i Catalogue of Life.